# Сумеречная зона (франшиза)
«Сумеречная зона» (англ. The Twilight Zone) — американская медиафраншиза, основанная на телесериале-антологии, созданном Родом Серлингом. Каждый эпизод является смесью фэнтези, научной фантастики, драмы или ужаса, часто заканчивающейся жуткой или неожиданной развязкой. Популярный как у зрителей, так и среди критиков, этот сериал открыл многим американцам серьёзную научную фантастику и абстрактные идеи как через телевидение, так и через большое разнообразие литературы Сумеречной зоны.
В России сериал стал известен после показа на телевидении версии 1985—1989 годов.

## Структура и история
Сериал можно условно поделить на 4 части:
1. Оригинальные серии (Original Series) — первые выпуски 1959—1964 годов, насчитывают 156 серий.
2. Первое возрождение — цветные серии 1985—1989 годов, всего 65 серий (110 сегментов).
3. Второе возрождение — цветные серии 2002—2003 годов, всего 22 серии (43/44 сегмента).
4. Третье возрождение — новые серии с 2019 года.

## Фильм 1983 года
В 1983 году по мотивам телесериала был снят художественный фильм, спродюсированный Стивеном Спилбергом. В фильме приняли участие Дэн Эйкройд, Джон Литгоу, Нэнси Картрайт, Альберт Брукс и Стивен Уильямс.
Фильм состоит из трех переснятых классических эпизодов оригинальных серий 1960-х годов и одной отдельной истории, не основанной на каком-либо эпизоде.

## Сумеречная зона: Утраченная классика Рода Серлинга
В 1994 году вышел фильм, состоящий из двух историй, «Сумеречная зона: Утраченная классика Рода Серлинга», который спродюсировала вдова создателя сериала Кэрол Серлинг. Она обнаружила два сценария в семейном гараже.

## Продолжения
В 2008 году Леонардо Ди Каприо намерен был снять фильм-ремейк одного из эпизодов сериала. В 2012 году перезапустить сериал пытался режиссёр Брайан Сингер. Однако оба проекта так и не были воплощены.
В ноябре 2017 года стало известно, что стриминговый сервис CBS All Access собирается возродить сериал. CBS Television Studios объединила усилия с Monkeypaw Productions Джордана Пила и Genre Films Саймона Кинберга. В качестве продюсеров также выступили Одри Чон и Вин Розенфельд, а сценаристом стал Марко Рамирез. В августе 2018 года в интервью Deadline представители CBS All Access заявили, что съёмки третьего возрождения стартуют в ближайшие пару месяцев. Актёрский состав сформирован, готова и концепция с сюжетом нового сезона, состоящего из 10 серий. Режиссёром нового проекта был выбран Грег Яйтанс.
Съёмки нового сезона начались 1 октября 2018 года и закончились 20 марта 2019 года. Трансляция сезона из 10 серий длилась с 1 апреля по 30 мая 2019 года. Сериал оказался достаточно успешным и был снят второй сезон, также состоящий из 10 серий. Он вышел на экраны 25 июня 2020 года.

### Книги
По мотивам сериала были опубликованы многочисленные романизации, а также несколько томов оригинальных рассказов, опубликованных под брендом «Сумеречной Зоны» и отредактированных самим Родом Серлингом. Например, «Сумеречная зона: 19 оригинальных историй к 50-летию», под редакцией вдовы Серлинга Кэрол Серлинг.

### Комиксы
«Gold Key Comics» выпускала комикс «Сумеречная зона», представляющий как оригинальные истории, так и адаптации эпизодов сериала. Комикс пережил телесериал почти на 20 лет, а Серлинга — почти на десятилетие. Позднее, возрождение комиксов «Сумеречной зоны» было сделано издательством «Now Comics», что стало результатом возрождения шоу в 1980-х годах.
В 2008 году Колледж искусств и дизайна Саванны, а также издательство «Walker & Company» совместно создали серию графических новелл.
Начиная с декабря 2013 года, издатель комиксов «Dynamite Entertainment» выпустил серию из нескольких выпусков, написанную Дж. Майклом Стражинским и Гиу Вилановой.

### Журналы
Начиная с 1981 года под руководством Т. Э. Д. Кляйна в качестве редактора, выпускался журнал «Сумеречная зона», в котором была представлена фантастика ужасов и в некоторой степени другие виды фэнтези и некоторая пограничная научная фантастика. В журнале публиковались статьи о телевизионных сериалах «Сумеречной зоны», а также о других культурных особенностях. Изначально журнал был успешным; к 1983 году он имел тираж 125 000 выпусков в месяц. Под редакцией Кляйна журнал публиковал несколько известных авторов, включая Харлана Эллисона, Стивена Кинга, Памелу Сарджент и Питера Страуба. В конце 1985 года Майкл Блейн сменил Клейна на посту редактора. С марта 1986 года до его последнего номера в июне 1989 года редактором был Таппан Кинг. Выпускался журнал издательством Montcalm Publishing.